# Muhammad Ikram
Muhammad Ikram (* 9. April 1994) ist ein pakistanischer Leichtathlet, der im Mittelstreckenlauf an den Start geht.

## Sportliche Laufbahn
Erste internationale Erfahrungen sammelte Muhammad Ikram 2015 bei den Asienmeisterschaften in Wuhan, bei denen er im 800-Meter-Lauf mit 1:52,98 min in der ersten Runde ausschied. Im Jahr darauf gewann er bei den Südasienspielen in Guwahati in 1:51,86 min die Silbermedaille hinter Indunil Herath aus Sri Lanka. Zudem wurde er im 1500-Meter-Lauf in 3:56,25 min Vierter und gewann mit der pakistanischen 4-mal-400-Meter-Staffel in 3:14,82 min die Bronzemedaille hinter den Teams aus Indien und Sri Lanka. Nur eine Woche später nahm er an den Hallenasienmeisterschaften in Doha teil und schied dort über 800 Meter mit 1:57,59 min im Vorlauf aus. Drei Jahre später nahm er erneut an den Südasienspielen in Kathmandu teil und klassierte sich dort in 1:54,19 min auf Rang sechs.
2015, 2017 und 2018 wurde Ikram pakistanischer Meister im 800-Meter-Lauf sowie 2015 auch in der 4-mal-400-Meter-Staffel.

## Persönliche Bestleistungen
- 800 Meter: 1:51,86 min, 10. Februar 2016 in Guwahati
  - 800 Meter (Halle): 1:57,59 min, 19. Februar 2016 in Doha
- 1500 Meter: 3:56,25 min, 11. Februar 2016 in Guwahati